# Уттендорф (Зальцбург)
Уттендорф (нем. Uttendorf (Salzburg)) — коммуна в Австрии, в федеральной земле Зальцбург. 
Входит в состав округа Целль-ам-Зе.  Население составляет 2931 человек (на 1 января 2017 года). Занимает площадь 167,75 км². Официальный код  —  50624.

## Политическая ситуация
Бургомистр коммуны — Ханнес Лерхбаумер (СДПА).
Совет представителей коммуны (нем. Gemeinderat) состоит из 19 мест.
- СДПА занимает 11 мест.
- АНП занимает 5 мест.
- АПС занимает 4 место.